# Lumo Dorsa
I Lumo Dorsa sono una struttura geologica della superficie di Venere.